# Гавоната (Алесандрија)
Гавоната је насеље у Италији у округу Алесандрија, региону Пијемонт.
Према процени из 2011. у насељу је живело 92 становника. Насеље се налази на надморској висини од 122 м.